# تائوقوم
تائوقوم (به قزاقی: Taukum) یک بیابان در قزاقستان است که در استان آلماتی واقع شده‌است.